# Бежинариу, Эуджен
Эуджен Бежинариу (рум. Eugen Bejinariu; род. 28 января 1959, Сучава) — румынский политик, экономист и государственный деятель. Член Социал-демократической партии (СДП). Он работал временным премьер-министром Румынии в период между 21 и 28 декабря 2004 года, когда премьер-министр Адриан Нэстасе, только что проигравший на президентских выборах Траяну Бэсеску, подал в отставку и стал президентом Палаты депутатов.
Бежинариу был министром координации правительства в кабинете Нестасе, присоединившись к правительству после длительного пребывания на должности председателя Государственного департамента протокола Румынии.

## Биография
Обучался в Колледже национальной обороны, затем в Академии экономических и коммерческих исследований Бухареста по специальности «продажи и менеджмент». Далее пошёл в военное училище для офицеров финансового отдела. С 1981 по 1998 год Бежинариу был действующим офицером Министерства обороны. С 1998 по 2000 год он был экономическим директором военной прокуратуры Верховного суда. С 2001 по 2003 год был генеральным директором Центрального управления государственного наследия. С 2003 по 2004 год занимал должность министра-координатора в генеральном секретариате правительства. После недели на посту временного премьер-министра в декабре 2004 года, он был избран депутатом румынского парламента, где работал с 2004 по 2012 год.
Эуджен Бежинариу является членом Национального совета СДП. В гражданском качестве он имеет профессию экономиста и дипломированного бухгалтера. Награждён Рыцарским крестом Ордена Звезды Румынии.